# Annangrove, New South Wales
Annangrove este o suburbie în Sydney, Australia.